# Гидони, Александр Григорьевич
Александр Григорьевич Гидони (4 июля 1936, Ленинград — 9 марта 1989, Торонто) — советский и русский литератор, историк и политзаключенный. Сын Григория Иосифовича Гидони.

## Биография
В апреле 1956 года, будучи студентом исторического факультета Ленинградского государственного университета, выступил главным докладчиком на заседании Дискуссионного клуба университета, призывая к полному, а не частичному, искоренению сталинизма и к раскрытию всех его преступлений. К этому же времени относятся самые ранние памфлеты и эпиграммы Гидони, распространявшиеся в университетской среде.
Летом 1956 года экстерном окончил исторический факультет и поступил на вечернее отделение филологического факультета.
После венгерских событий начал создавать подпольную организацию «Социал-Прогрессивный Союз», в которую вошли несколько десятков людей из студентов и рабочих. Организация распалась после ареста Гидони, через которого шли все контакты.
13 декабря 1956 года на публичном заседании университетского «Кружка по изучению новой истории», подверг критике понятия о классовой борьбе и диктатуре пролетариата, и призвал к созданию «общенародного государства в условиях самой широкой политической демократии» (полностью от марксизма отошёл позже — в 1958 году).
Арестован 22 декабря 1956 года. 5 апреля 1957 года приговорён Ленинградским городским судом к двум годам лишения свободы по статье 58-10 УК РСФСР. Отбывая срок наказания в Дубравлаге (Мордовская АССР), принял участие в руководстве проходившей в сентябре 1957 года в седьмой зоне лагеря забастовке заключённых. Повторно приговорён 3 февраля 1958 года выездной сессией Верховного суда Мордовской АССР к четырём годам по ст. ст. 58-10, 58-11 и 59-2 УК РСФСР. В 1958 г., находясь в лагере, подписал соглашение о сотрудничестве с КГБ, однако в том же году это сотрудничество было раскрыто.
С КГБ Гидони, тем не менее, продолжал сотрудничать. В 1966 году он донёс в КГБ о существовании ВСХСОН, а в 1967—1968 годах был главным свидетелем обвинения по делу Огурцова—Вагина.
В декабре 1960 года освобождён условно-досрочно по отбытии двух третей срока. Будучи лишённым права прописки в Ленинграде, преподавал в школах Нарвы, Сланцев, Нальчика. В 1967 году окончил заочное отделение факультета журналистики Ленинградского университета. С 1966 по 1970 — доцент истории в Петрозаводском государственном университете, с 1970 по 1975 — в Костромском государственном педагогическом институте имени Н. А. Некрасова.
В октябре 1973 года жена Гидони, Галина Румянцева, находясь по туристической путёвке в Риме, совершила спланированный супругом побег и попросила политического убежища в Италии. Отчаянная борьба Гидони за выезд из страны и воссоединение семьи продолжалась полтора года. В мае 1975 года он с двумя сыновьями покинул Советский Союз. С конца 1975 года жил в Торонто.
Реабилитирован посмертно по обоим делам

## Литератор и историк
В 1960-е годы некоторые работы Гидони были выпущены в самиздат: написанный ещё в лагере трактат «Философия как искусство или искусство философии?», а также очерк «Кредо социалистического прогресса», роман в стихах «Дон Жуан», стихи. Многие из стихов и поэм, написанных в Советском Союзе, были изданы уже в эмиграции, в вышедших в конце 1970-х гг. в Канаде сборниках «Без России — с Россией», «Поэмы», «Лира Петрополя».
С 1961 года литературоведческие, историоведческие и переводческие работы Гидони печатались в советской периодике, другие работы остались не опубликованными — в том числе «1848 год в Испании», «Творческий путь Игоря Северянина», «Поэзия Хосе де Эспронседы». В 1966 году защитил кандидатскую диссертацию по теме «Хосе Марти — мыслитель-революционер».
Живя в Канаде, Гидони получил степень магистра искусств в Торонтском университете. С 1975 по 1980 год он был сотрудником (с 1978 — главным редактором) торонтского русскоязычного журнала русской культуры и национальной мысли «Современник».
Тематика поэзии Гидони обширна. Наряду с политическими памфлетами на злобу дня, большое место занимает обращение к родному Ленинграду, к историческим и литературным сюжетам и персоналиям.

## Избранная библиография

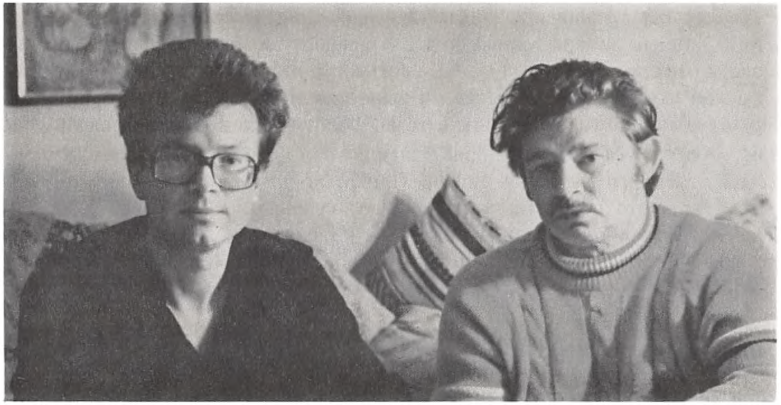
Александр Гидони (справа) и Эдуард Лимонов в Нью-Йорке в январе 1980 года

### Проза
- Трое в одной камере (пьеса в 3-х действиях) // Современник, 1976, № 32.
- Накипь (повесть) // Современник, 1978, № 37—41.
- Иосиф и его небратья (повесть) // Современник, 1980, № 43—48. Частично переиздано в: Родина, 1991, № 9-10.
- Солнце идёт с запада. Книга воспоминаний. — Торонто: издательство «Современник», 1980.
- Хомо-Эрос. Новеллоцикл. — Нью-Йорк — Торонто, 1989.

### Поэзия
- Дон Жуан. Роман в стихах // Современник, 1976, № 30-31, с. 55—139.
- Без России — с Россией. Стихи. — Торонто: издательство «Современник», 1976.
- Поэмы. — Торонто: издательство «Современник», 1977.
- Лира Петрополя. Стихи. — Торонто: издательство «Современник», 1979.
- Эмигрантские розы. Сборник стихов. — Торонто — Нью-Йорк, 1987.

### Литературоведение
- Горький и Ростан // Север, 1968, № 2.
- Игорь Северянин… и другие. К творческой характеристике // День поэзии Севера. — Петрозаводск: 1968.
- Изнутри озарённый мир (О стихах Олега Мишина) // Север. — 1972. — № 5.
- Скандинавская тема в творчестве Майкова // Север, 1972, № 12.
- «Сквозь звенья цепи золотой» (читая стихи И. Одоевцевой) // Современник, 1975, № 28-29.
- «Музыка истории» в поэзии Евтушенко // Современник, 1976, № 32.

### Труды по истории
- Апостол кубинской свободы // Учёные записки Кабардино-Балкарского государственного университета, 1965, вып. 27.
- Хосе Марти и Соединённые Штаты Америки конца XIX века // Учёные записки Петрозаводского государственного университета им. О. В. Куусинена, 1967, т. 14, вып. 6.
- Восприятие Бокля в России // Сборник научных трудов Костромского государственного педагогического института, 1973, вып. 37.
- Манифест Монтекристи — программа борьбы за независимость Кубы // Латинская Америка 1974, № 1.
- Синкродуализм: Очерк философии истории. — Торонто: издательство «Современник», 1978.